# Marian Lupu

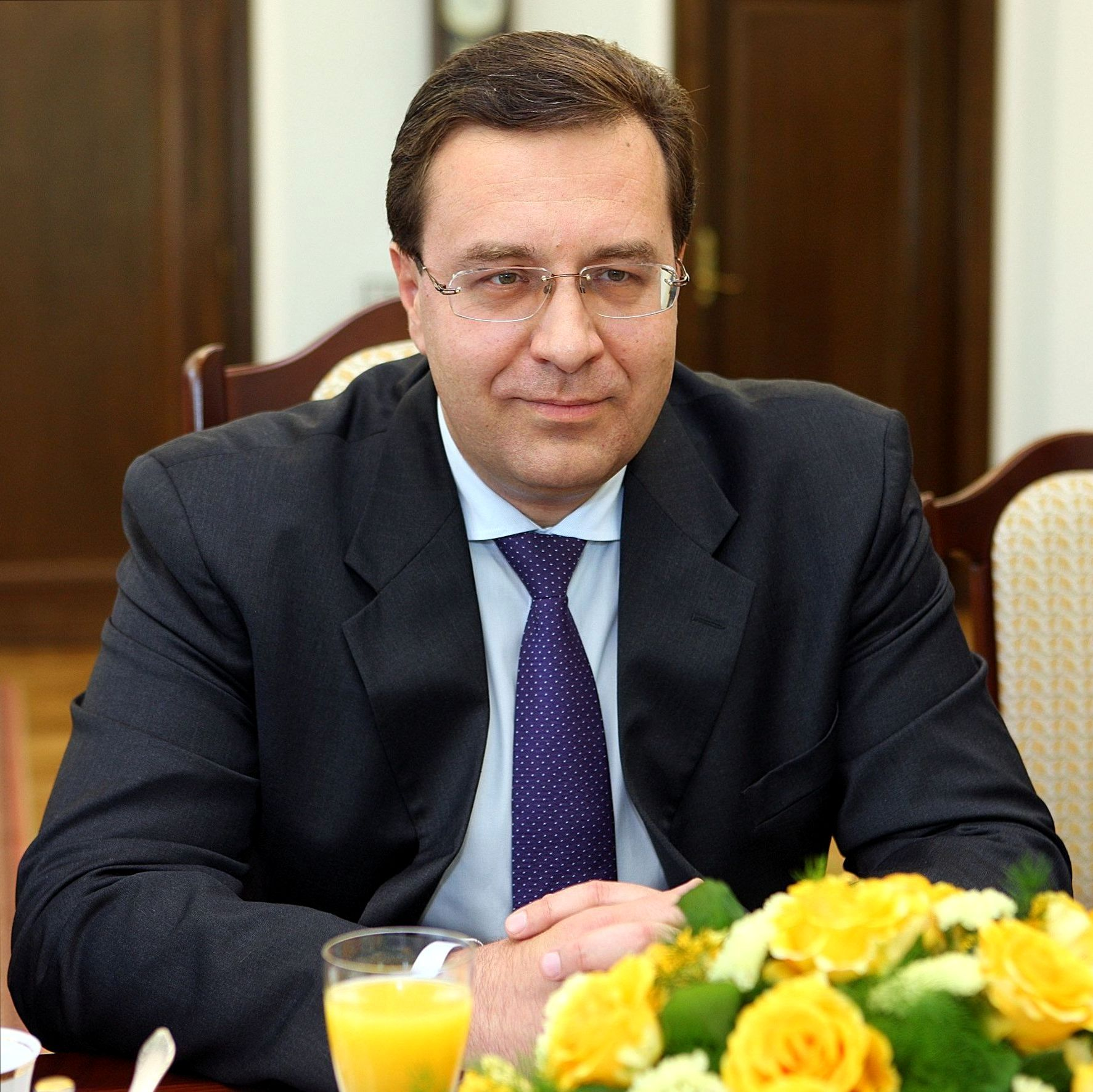
Marian Lupu (2011)

Marian Lupu (* 20. Juni 1966 in Bălți) ist ein moldauischer Politiker. Von 2005 bis 2009 war er und ist seit 30. Dezember 2010 erneut Präsident des moldauischen Parlaments. Seit 2009 ist er Vorsitzender der Partidul Democrat din Moldova. Von 2010 bis 2012 war er kommissarisches Staatsoberhaupt der Republik Moldau.

## Leben
Marian Lupu studierte Wirtschaftswissenschaften an der Staatlichen Universität Moldau in Chișinău. Nach dem Studium arbeitete er für den Internationalen Währungsfonds und die Welthandelsorganisation in Washington und Genf. Von 1987 bis 1991 absolvierte er die Russische Plechanow-Wirtschaftsuniversität.
Nach den Parlamentswahlen 2001, die von den moldauischen Kommunisten gewonnen wurden, wurde Lupu stellvertretender Wirtschaftsminister der neuen Regierung unter Präsident Vladimir Voronin. Im August 2003 wurde er Wirtschaftsminister. Nach den Parlamentswahlen 2005 wurde er zum Parlamentspräsidenten gewählt. Lupu war ein Vertreter des eher westlich orientierten Flügels der Kommunisten. 2009 galt er nach den umstrittenen Wahlen im April als möglicher Nachfolger Präsident Voronins. Kurz nach den Wahlen trat Lupu im Juni 2009 jedoch überraschend aus der Kommunistischen Partei aus und wechselte in die Reihen der Opposition, die den Kommunisten Wahlfälschung vorwarf. Am 10. Juli 2009 wurde er zum Vorsitzenden der Partidul Democrat gewählt. Nach den Parlamentswahlen 2010 wurde er am 30. Dezember 2010 erneut zum Parlamentspräsidenten gewählt und war in dieser Funktion bis 2012 kommissarisches Staatsoberhaupt des Landes.
Marian Lupu spricht neben rumänisch auch englisch, französisch und russisch.